# تویوتا سی+پاد
تویوتا سی+پاد یک خودروی برقی کی است که توسط خودروساز ژاپنی تویوتا تولید شده‌است. نسخه مفهومی این خودرو با نام تویوتا فان وی در اکتبر ۲۰۱۹ پیش نمایش داده شد و نسخه تولیدی آن در ۲۵ دسامبر ۲۰۲۰ معرفی شد. اولین دسته تولیدی این خودرو برای فروش محدود به کاربران شرکت تویوتا، افراد محلی و سایر سازمان‌های ژاپنی خواهد بود. در سال ۲۰۲۲ قرار است این خودرو به بازارهای جهانی فروخته شود.
با توجه به ابعاد آن، در ژاپن تحت عنوان ابعاد خودروهای کی قرار می‌گیرد.